# Tetrastigma subtetragonum
Tetrastigma subtetragonum är en vinväxtart som beskrevs av Chao Luang Li. Tetrastigma subtetragonum ingår i släktet Tetrastigma och familjen vinväxter. Inga underarter finns listade i Catalogue of Life.